# 船場ビルディング
船場ビルディング（せんばビルディング）は、大阪府大阪市中央区淡路町に所在する歴史的建築物の賃貸オフィスビル。国の登録有形文化財、大阪市都市景観資源となっている。

## 概要
外観はタイル張りのデザインである一方、内部は細長いパティオ風で、吹き抜けとなっている。各階はその周囲に回廊が巡らされ、それに面して店舗や事務所が混在している。竣工直後は住宅も存在し、トラックや荷馬車等が引き込まれた、機能性重視の設計。
桃谷順天館のグループ会社である桃井商事株式会社が所有と管理運営を行っている。

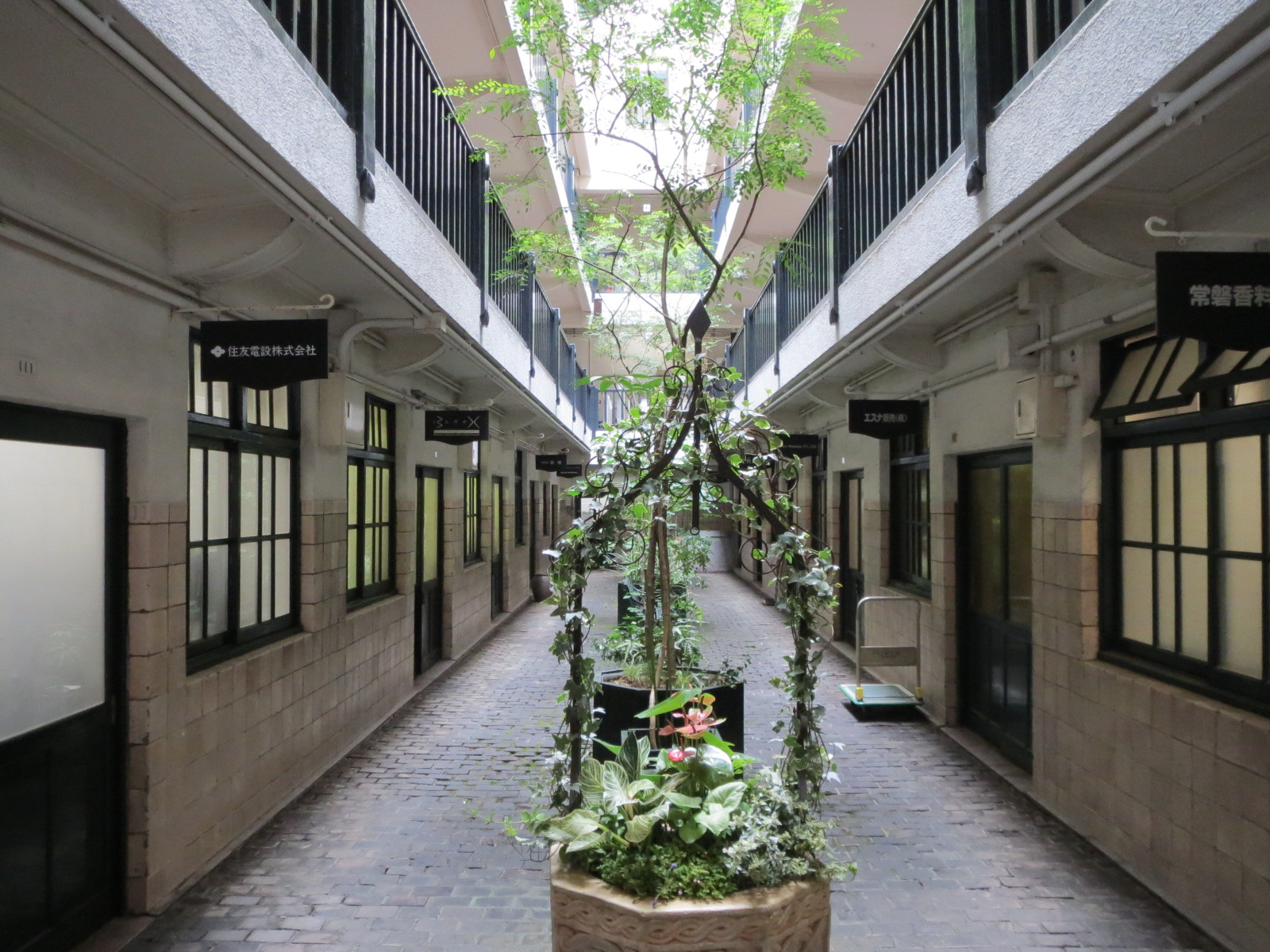
中庭
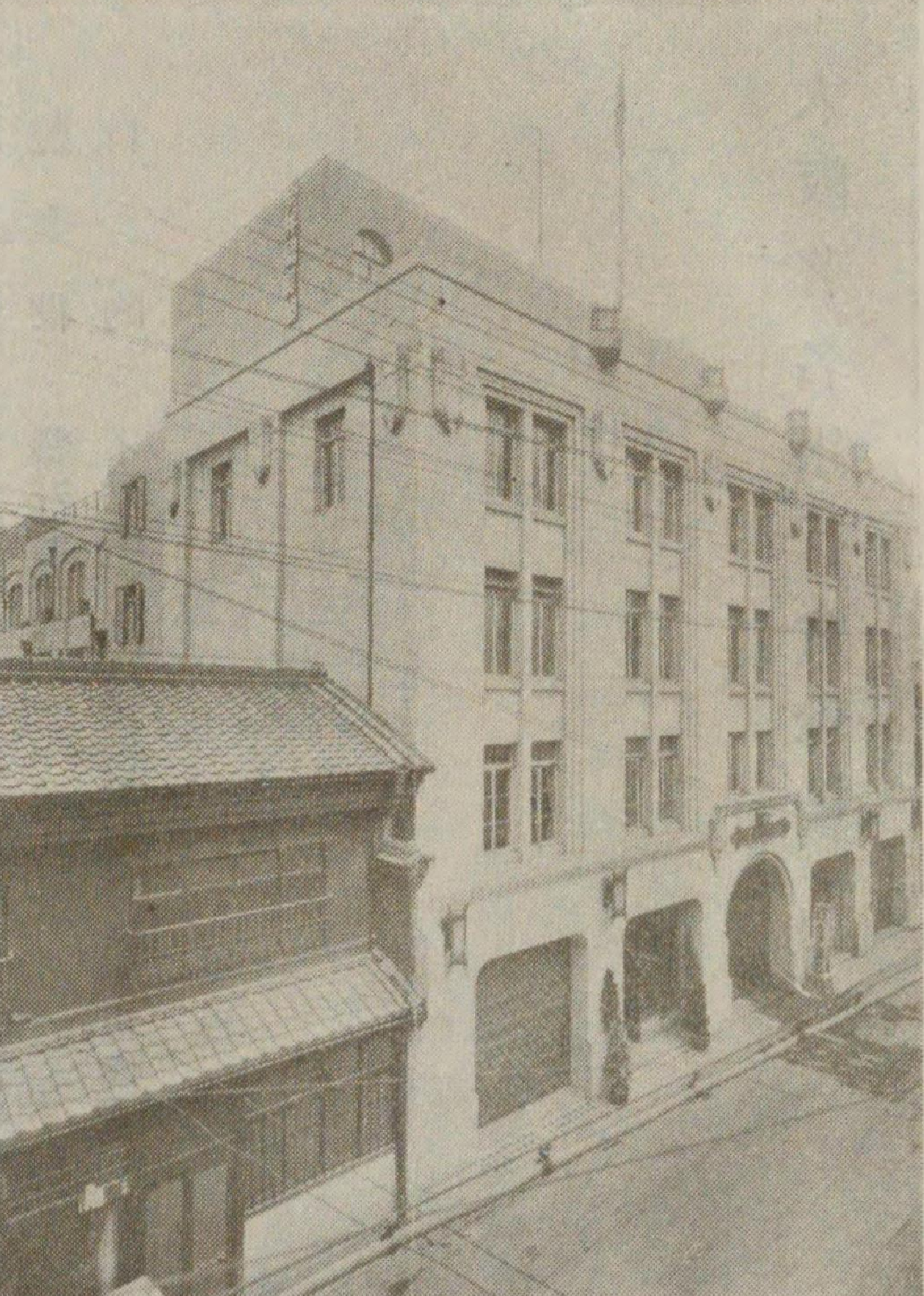
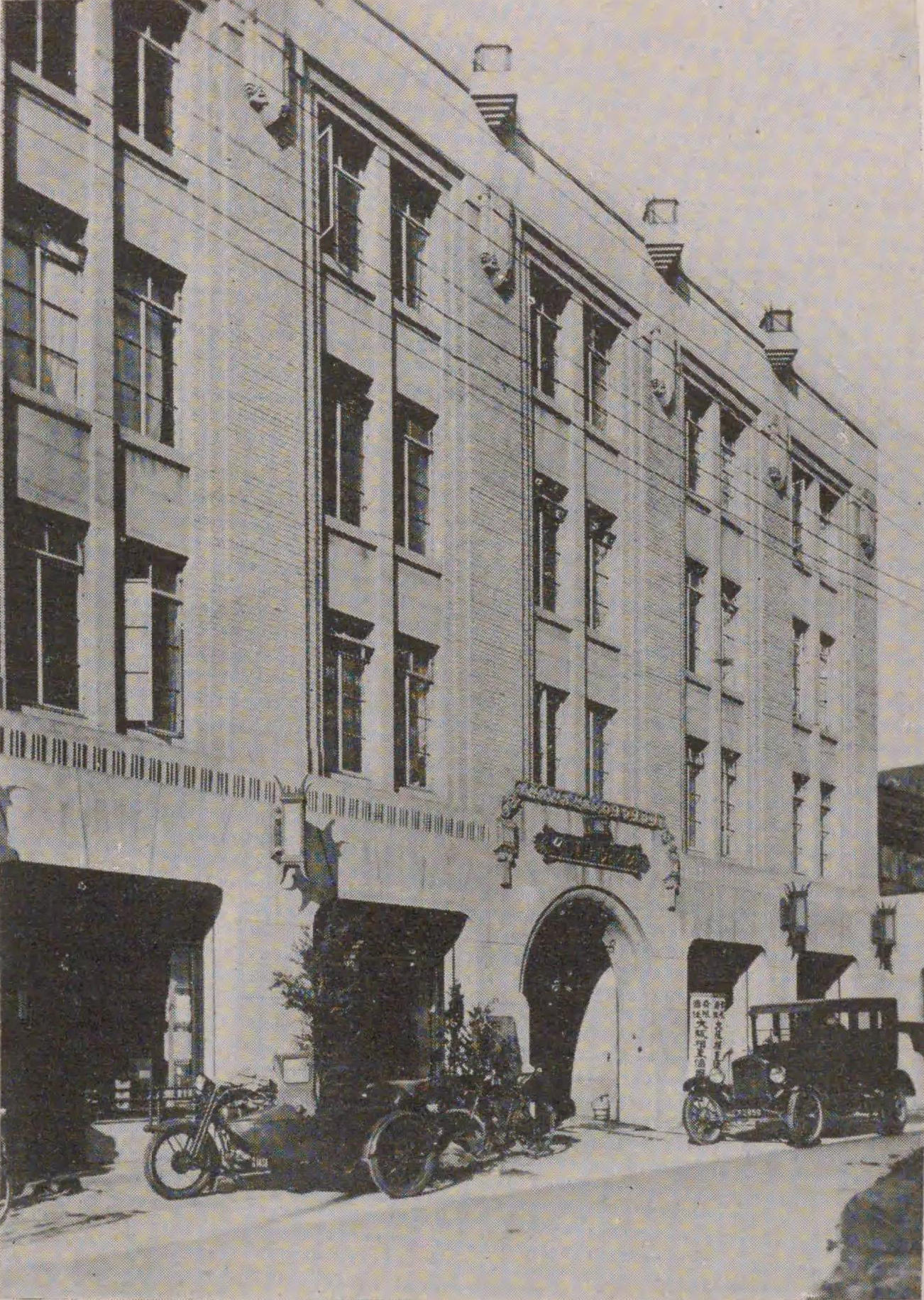
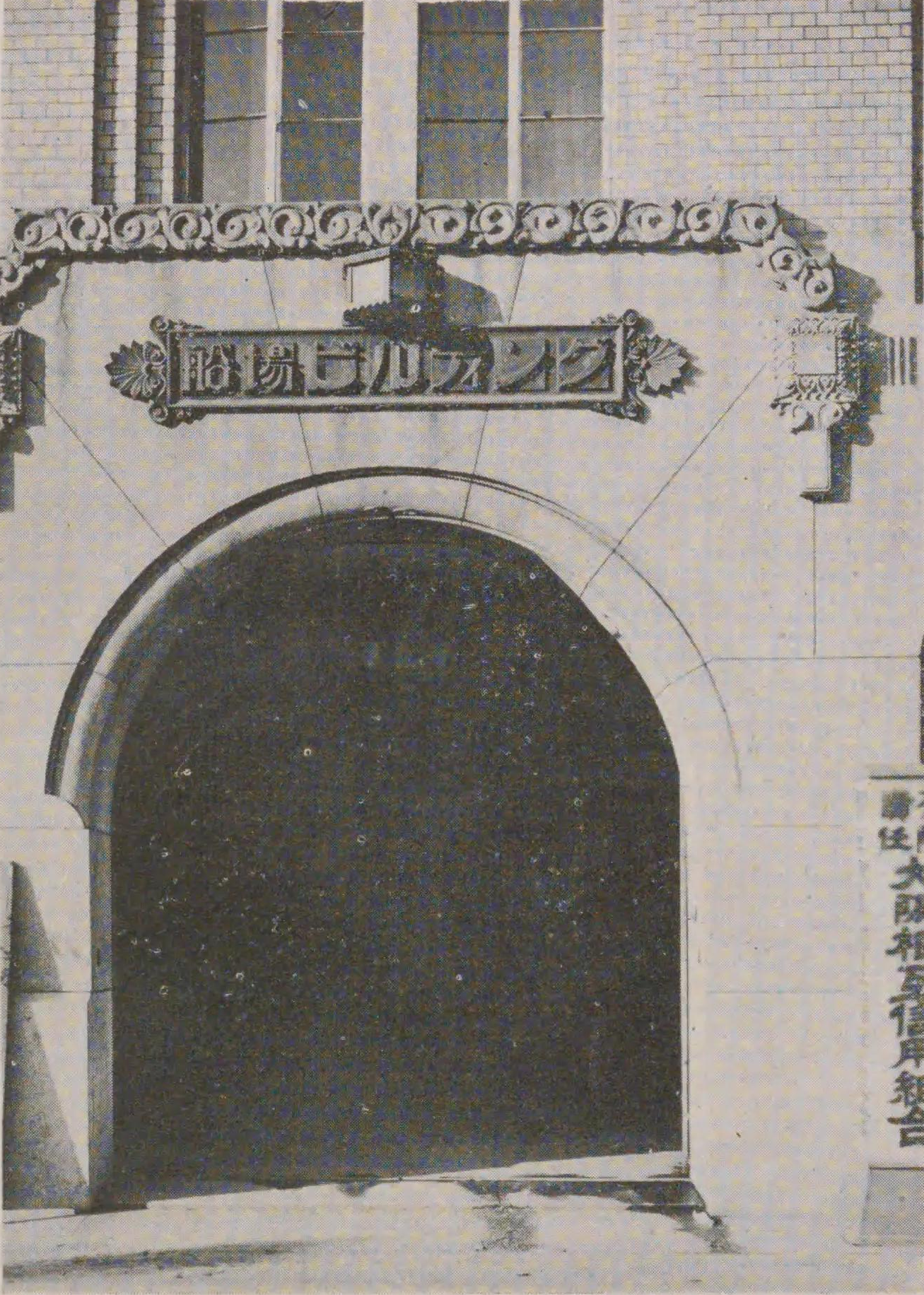

## 建築
1925年 (大正14年) 建築、鉄筋コンクリート地上4階塔屋1層地下1階建、建築面積717m2。設計は村上徹一。2000年 (平成12年) 2月15日、国の登録有形文化財に登録された。また大阪市都市景観委員会から「船場界隈の近代建築の再生活用事例として先駆的役割を果たした建物」と評価され都市景観資源に選定されている。

## 現地情報

### 住所
- 大阪府大阪市中央区淡路町2-5-8[3]

### 交通アクセス
- Osaka Metro御堂筋線本町駅、淀屋橋駅、堺筋線堺筋本町駅、北浜駅より徒歩7分[6]

## メディア情報

### テレビ番組
- 連続テレビ小説「カーネーション」（2011年11月25日 - 26日、NHK）[8]
- 「キャスト」（2020年3月13日、朝日放送ABCテレビ）- 道上さんの中継コーナーで生中継[9]
- 「名建築で昼食を　大阪編」第3話（2022年9月1日、テレビ大阪）[10]
- 特集番組「御堂筋線モダン建築でたどる大阪100年」（2023年6月8日、NHK）[11]